# Liste der Naturdenkmale in Eppertshausen
Die Liste der Naturdenkmale in Eppertshausen nennt die in Eppertshausen im Landkreis Darmstadt-Dieburg in Hessen gelegenen Naturdenkmale. Sie sind nach § 28 Bundesnaturschutzgesetz (BNatschG) geschützt.
| Bild                          | Bezeichnung              | Ortsteil, Lage                              | Beschreibung | Art | Nr. |
| ----------------------------- | ------------------------ | ------------------------------------------- | --- | --- | --- |
| mehr Fotos \| Fotos hochladen | Aufgelassener Steinbruch | Eppertshausen 49° 56′ 42″ N, 8° 48′ 14,4″ O | Geologischer Aufschluss, Feuchtbiotop. Ehemaliger Trachyt-Steinbruch, jetzt zwei Teiche im lichten Mischwald mit feuchten bis sumpfigen Uferrändern. Laichgewässer von Erdkröte, Grasfrosch, Bergmolch, Kammmolch und Teichmolch. Beeinträchtigungen durch illegale Nutzung als wilder Badesee. |     |     |

## Belege
1. ↑  
Karte "Umweltschutz". BürgerGIS Landkreis Darmstadt-Dieburg. Landkreis Darmstadt-Dieburg, abgerufen am 4. April 2020.
2. ↑  
Verordnung zur Sicherung von Naturdenkmalen im Landkreis Dieburg. (pdf; 26 kB) Der Kreisausschuß des Landkreises Dieburg, 27. Mai 1959, abgerufen am 21. Juli 2016.
3. ↑  
Horst Bathon, Georg Wittenberger: Die Naturdenkmale des Landkreises Darmstadt-Dieburg mit Biotop-Touren, 2. erweiterte und vollständig überarbeitete Auflage. Hrsg.: Kreisausschuss des Landkreises Darmstadt-Dieburg – Untere Naturschutzbehörde (= Schriftenreihe Landkreis Darmstadt-Dieburg). Darmstadt 2016, ISBN 978-3-00-050136-4, S. 48–52.

- Karte mit allen Koordinaten:
- OSM |
- WikiMap